# 安边镇 (定边县)
安边镇，是中华人民共和国陕西省榆林市定边县下辖的一个镇。

## 行政区划
安边镇下辖以下地区：
安边社区、罗峁村、杨岭村、安寺村、黄渠村、北园子村、牛圈塘村、雷圈村、白兴庄村、西园子村、王寨子村和路庄村。

## 历史
安边古名“深井儿”，历史上与今县治定边多归属不同区划：秦汉时期安边一带属上郡奢延县，而定边一带属北地郡马岭县；南北朝时期，安边则属夏州，定边属灵州。西魏废帝二年（552年），于今定边县西置西安州大兴郡，后改盐州，安边则一直属夏州。隋朝，安边改属朔方郡长泽县。西夏时期，安边一带方并入盐州。元朝时，盐州被废，大部地区入庆阳府，而安边一带则入延安路，均隶属于陕西等处行中书省。明朝设卫所，安边与定边同属延安府榆林卫。
安边境内的长城，曾是陕北重镇，与定边、靖边统称“三边”。明英宗正统二年（1437年），在安边筑营，以“安定边疆”之意得名安边营，新设延绥镇西协定边营和安边营，而安边营又隶定边协台署辖制。成化十一年（1475年），安边营移营至新安边。清朝雍正年间，安边营改称安边堡，设把总，隶属于定边营，安边增设州同，后裁撤。乾隆七年（1742年），在安边设理事同知，专管蒙古屯田兼盗事。安边堡辖安边、东边山、西边山、东路、西路、东屯、西屯共七个基层行政区建置。
1911年11月20日，安边哥老会头领张玉亭等率众推翻清廷在安边的统治，随后攻占县城定边。1933年，民国政府开始在陕西正式推行保甲制。安边及其附廓独立设安边镇，其余地区均编排保甲，联保为乡，直属县制。早在1929年12月，中共陕北特委便曾在安边组建中共三边区委。1935年，中共占领安边堡，设安边县，隶属于陕甘宁边区。1936年6月17日，红十五军团七十八师攻克定边县城，民国定边县政府迁至安边，辖柳堡、东滩、白泥井、砖井4个乡和安边镇。
1945年10月25日，驻安边的国军部队起义，随即成立中共安边县委，隶属三边分区。1946年，安边县城被国军收复，复为定边县辖镇，中共的安边县则游击于南部山区。1949年8月，民国定边县垮台，中共安边县返回县治。9月27日，安边县并入定边县，设定边县八区安边市。1958年，定边县八区裁撤，设安边乡，不久改为安边人民公社。1961年，石洞沟、堆子梁乡从安边析出。1984年，改制为安边镇至今。